# Ran Iida
Ran Iida (jap. 飯田 蘭, Iida Ran; * 16. April 1979 in Sapporo) ist eine ehemalige japanische Snowboarderin.

## Werdegang
Iida startete zu Beginn der Saison 1998/99 in Zell am See erstmals im Snowboard-Weltcup der FIS, wobei sie den 31. Platz im Parallelslalom und den 27. Platz im Riesenslalom errang. Im weiteren Saisonverlauf wurde sie japanische Meisterin im Slalom und nahm bei den Snowboard-Weltmeisterschaften 1999 in Berchtesgaden an vier Rennen teil. Ihre beste Platzierung dabei war der 20. Platz im Riesenslalom. In der Saison 2000/01 siegte sie bei den japanischen Meisterschaften im Riesenslalom und belegte bei den Snowboard-Weltmeisterschaften 2001 in Madonna di Campiglio den 47. Platz im Parallel-Riesenslalom, den 37. Rang im Parallelslalom sowie den 31. Platz im Riesenslalom. Auch in der folgenden Saison wurde sie japanische Meisterin im Riesenslalom und errang in Salt Lake City bei ihrer einzigen Teilnahme an Olympischen Winterspielen den 16. Platz im Parallel-Riesenslalom. In der Saison 2002/03 erreichte sie mit Platz acht im Parallel-Riesenslalom in Sapporo ihre einzige Top-Zehn-Platzierung im Weltcup und zum Saisonende mit dem 36. Platz im Parallel-Weltcup ihr bestes Gesamtergebnis. Beim Saisonhöhepunkt, den Snowboard-Weltmeisterschaften 2003 am Kreischberg, fuhr sie auf den 33. Platz im Parallel-Riesenslalom und auf den 29. Rang im Parallelslalom. Zudem gewann sie bei den Winter-Asienspielen 2003 in der Präfektur Aomori im Slalom sowie im Riesenslalom die Goldmedaille. Bei den Weltmeisterschaften zwei Jahre später in Whistler kam sie auf den 46. Platz im Parallel-Riesenslalom und auf den 42. Rang im Parallelslalom. Ihren 77. und damit letzten Weltcup, absolvierte sie im Januar 2006 am Kronplatz, welchen sie auf dem 39. Platz im Parallel-Riesenslalom beendete.

## Teilnahmen an Weltmeisterschaften und Olympischen Winterspielen

### Olympische Winterspiele
- 2002 Salt Lake City: 16. Platz Parallel-Riesenslalom

### Snowboard-Weltmeisterschaften
- 1999 Berchtesgaden: 20. Platz Riesenslalom, 26. Platz Parallelslalom, 30. Platz Snowboardcross, 47. Platz Parallel-Riesenslalom
- 2001 Madonna di Campiglio: 31. Platz Riesenslalom, 37. Platz Parallelslalom, 47. Platz Parallel-Riesenslalom
- 2003 Kreischberg: 29. Platz Parallelslalom, 33. Platz Parallel-Riesenslalom
- 2005 Whistler: 42. Platz Parallelslalom, 46. Platz Parallel-Riesenslalom

## Weltcup-Gesamtplatzierungen
| Saison    | Gesamt | Gesamt | Parallel | Parallel |
| Saison    | Punkte | Platz  | Punkte   | Platz    |
| --------- | ------ | ------ | -------- | -------- |
| 1998/99   | 76     | 77.    | -        | -        |
| 1999/2000 | 81     | 65.    | 235      | 40.      |
| 2002/03   | -      | -      | 612      | 36.      |
| 2003/04   | -      | -      | 361      | 44.      |
| 2004/05   | -      | -      | 163      | 49.      |
| 2005/06   | 182    | 130.   | 182      | 50.      |